# Pretzschendorf
Pretzschendorf är en Ortsteil i Klingenberg i Landkreis Sächsische Schweiz-Osterzgebirge i det tyska förbundslandet Sachsen. Den ligger ungefär 24 km från Dresden, 11 km från Freiberg och 18 km från tjeckiska gränsen. Den 31 december 2012 inkorporerades Pretzschendorf i den nya kommunen Klingenberg. Kommunen Pretzschendorf hade 4 069 invånare 2012.
Årsmedeltemperaturen ligger mellan 7,0 och 7,6 °C.